# Laos na Letnich Igrzyskach Paraolimpijskich 2000
Laos na Letnich Igrzyskach Paraolimpijskich 2000 w Sydney reprezentowało dwoje sztangistów. Był to debiut reprezentacji Laosu na igrzyskach paraolimpijskich. 

## Wyniki

### Podnoszenie ciężarów
Mężczyźni
| Zawodnik  | Kategoria | Wynik    | Pozycja | Źródło |
| --------- | --------- | -------- | ------- | ------ |
| Eay Simay | –48 kg    | 110,0 kg | 12      | [ 2 ]  |

Kobiety
| Zawodnik           | Kategoria | Wynik   | Pozycja | Źródło |
| ------------------ | --------- | ------- | ------- | ------ |
| Dalouni Xaythanith | –44 kg    | 40,0 kg | 8       | [ 3 ]  |